# Grosmannia robusta
Grosmannia robusta är en svampart som först beskrevs av Rob.-Jeffr. & R.W. Davidson, och fick sitt nu gällande namn av Zipfel, Z.W. de Beer & M.J. Wingf. 2006. Grosmannia robusta ingår i släktet Grosmannia och familjen Ophiostomataceae.   Inga underarter finns listade i Catalogue of Life.